# Fussa

Fussa (福生市 Fussa-shi?) este un municipiu din Japonia, zona metropolitană Tokyo.